# سیارک ۲۵۷۱۷
سیارک ۲۵۷۱۷ (به انگلیسی: 25717 Ritikmal، نامگذاری:2000AW168)۲۵۷۱۷مین سیارک کشف شده‌است که در ۰۷ ژانویه ۲۰۰۰ کشف شد.